# کوین کرن
کوین کرن با نام اصلی کوین لارن گیبسون (به زبان انگلیسی:Kevin Kern , Kevin Lark Gibbs) موسیقیدان آمریکایی است.وی از هنرمندان شاخص امروزی سبک نیو ایج می باشد و ساز تخصصی اش پیانو است.

## زندگی
او در دیترویت، میشیگان متولد شد. در سن چهار سالگی فراگیری موسیقی با یک معلوم خصوصی آغاز کرد. در سن چهارده سالگی یک گروه موسیقی نوجوانانه به نام “The Well-Tempered Clavichord” را تأسیس نمود. با وجود کم‌بینایی (نابینایی قانونی) که از بدو تولد دچار آن بود، کوین بسیار مصمم بود که یک پیانیست شود. در ادامه‌ی راهش او تحت نظر میشا کاتلر، پیانیست سمفونی دیترویت به تحصیل پرداخت و همچنین دانشکده موسیقی دانشگاه میشیگان تحصیل کرد. او مدتی در کنسرواتوار موسیقی نیو نیوانگلند بود و مدرک موسیقی و همچنین کارشناسی ارشد خود را در رشتهٔ اجرا از آنجا دریافت کرد.
او قبل از اینکه در سال ۱۹۹۰ به سان فرانسیسکو نقل مکان کند، به مدت چند سال در بوستون و حوالی آن به اجرا پرداخت، جایی که شروع به اجرای زنده در سالن‌های موسیقی مختلف پرداخت. اولین آلبوم موسیقی کوین کردن با نام In the Enchanted Garden در ۲۷ فوریه سال ۱۹۹۶ منتشر شد که توانست به موفقیت خوبی برسد و نام او را مطرح کند. اولین اجرای زنده وی به صورت رسمی پس از انتشار آلبوم‌هایش در کشور تایوان در سال ۲۰۰۲ بود، کرن در آسیا و به خصوص کشور ژاپن از محبوبیت زیادی برخوردار است.

## ترانه شناسی
| سال  | نام آلبوم               |
| ---- | ----------------------- |
| 1996 | In the Enchanted Garden |
| 1997 | Beyond the Sundial      |
| 1998 | Summer Daydreams        |
| 1999 | In My Life              |
| 2001 | Embracing the Wind      |
| 2003 | The Winding Path        |
| 2005 | Imagination's Light     |
| 2009 | Endless Blue Sky        |
| 2012 | Enchanted Piano         |
| 2012 | Christmas               |
| 2016 | When I Remember         |

## نقد
نقطه‌قوت کوین کرن در ملودیهای بسیار احساسی و زیبایی است که می‌نویسد که در بین پیانیست‌های سبک نیو ایج خاص است. آرامش، احساس و لطافت در آثار او موج می‌زند. موسیقی کوین کرن در عین زیبایی بسیار گیراست و شنونده را به خوبی با خود همراه می‌کنند. شنیدن آثار کوین کرن همیشه حس حضور در یک باغ سحرآمیز و گمشده را دارند که از دنیا جدا افتاده و زیبایی خیال‌انگیز و آرامش جادویی آن برای بازدیدکنندگانش به مانند رهایی و یک مأمن امن است. آثار کوین کرن همگی زیباست و استاندارد بالای خود را دارند.